# Ministeri de Política Territorial i Administració Pública d'Espanya

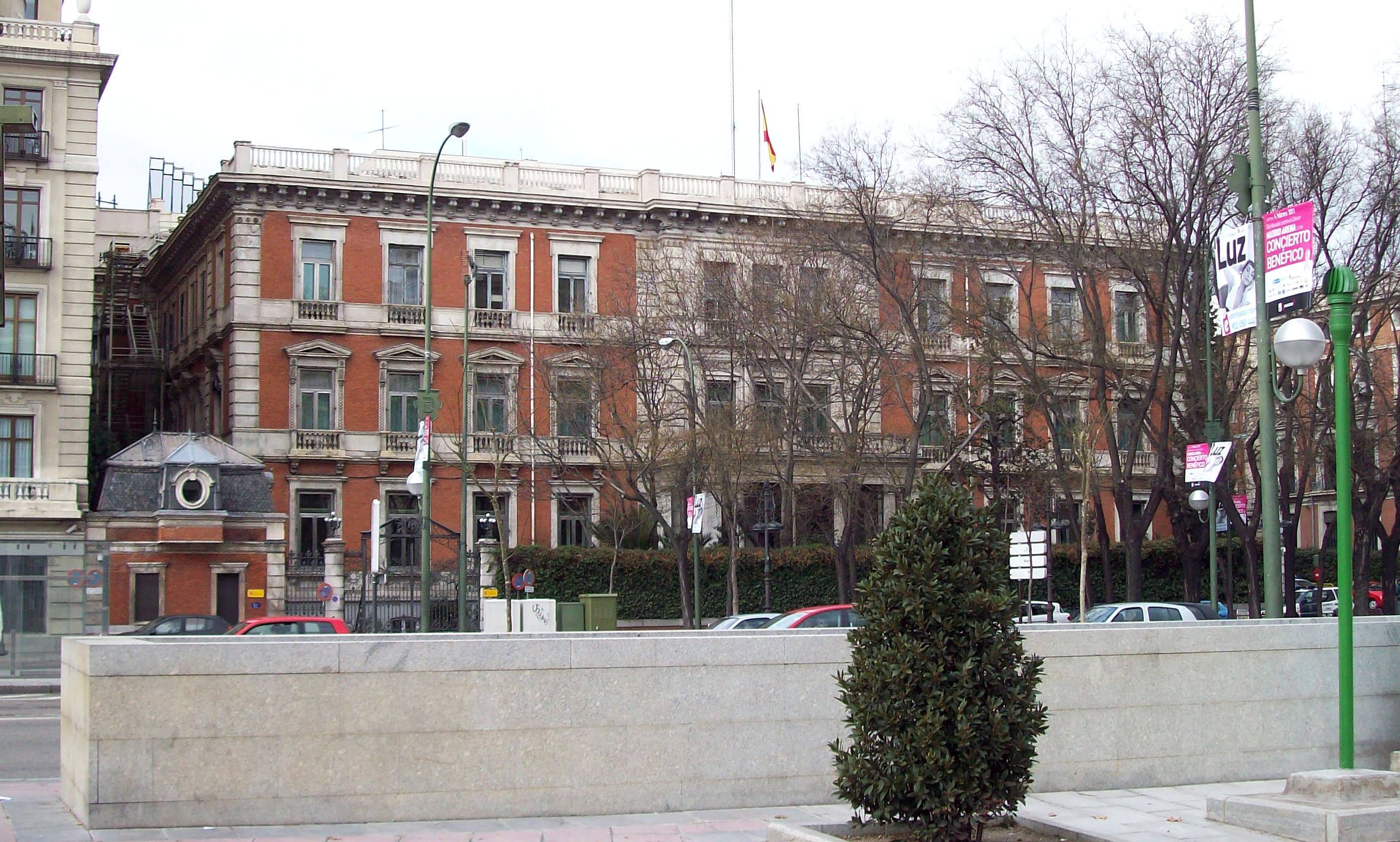
Palacio de Villamejor (Madrid), seu del Ministeri de Política Territorial i Administració Pública.

El Ministeri de Política Territorial i Administració Pública és un dels departaments ministerials que integren el govern d'Espanya. Aquest ministeri és l'encarregat de la preparació i execució de la política del Govern en matèria d'organització administrativa, funció pública, relacions i cooperació amb les comunitats autònomes i amb les entitats que integren l'administració local. Igualment, s'ocupa de la coordinació de l'Administració General de l'Estat a tot el territori espanyol.
Ministeri inexistent durant la legislatura constituent, entre 1979 i 1986 s'anomenà Ministeri d'Administració Territorial, a partir d'aquell moment es denominà Ministeri d'Administracions Públiques. En la remodelació del govern de la segona legislatura de José Luis Rodríguez Zapatero realitzada l'abril del 2009 fou reanomenat amb el nom de Ministeri de Política Territorial. En la remodelació del govern realitzada l'octubre de 2010 el ministeri passà a denominar-se Ministeri de Política Territorial i Administració Pública, per la inclusió en les seves competències de la funció pública. Amb la constitució del govern Rajoy el ministeri fou extingit integrant-se orgànicament dins del Ministeri d'Hisenda i Administracions Públiques, com a secretaria d'Estat d'Administracions Públiques.
Després de la moció de censura contra Mariano Rajoy de 2018 i la formació del primer Govern de Pedro Sánchez el juny de 2018, es recuperà el Ministeri amb la denominació de Ministeri de Política Territorial i Funció Pública.

## Estructura orgànica
- Gabinet del Ministre

- Secretaria d'Estat de Cooperació Territorial

- Gabinet de la Secretaria d'Estat
- Direcció general de Cooperació Autonòmica
- Direcció general de Desenvolupament Autonòmic
- Direcció general de Cooperació Local

- Sotssecretaria d'Administracions Públiques

- Secretaria General Tècnica
- Direcció de Recursos Humans, Programació Econòmica i Administració Perifèrica

- Secretaria General per a l'Administració Pública

- Direcció general de la Funció Pública
- Direcció general de Modernització Administrativa
- Direcció general d'Inspecció, Avaluació i Qualitat dels Serveis
- Institut Nacional d'Administració Pública (INAP)
- Mutualitat General de Funcionaris Civils de l'Estat (MUFACE)

## Llista de ministres
| #                                                                     | Legislatura        | Presidència del Consell de Ministres | Nom                                  | Nom                                               | Inici del mandat                        | Fi del mandat                            | Partit polític | Partit polític                       |
| --------------------------------------------------------------------- | ------------------ | ------------------------------------ | ------------------------------------ | ------------------------------------------------- | --------------------------------------- | ---------------------------------------- | -------------- | ------------------------------------ |
| Ministeri d'Administració Territorial (1979-1986)                     |                    |                                      |                                      |                                                   |                                         |                                          |                |                                      |
| 1                                                                     | I                  | Adolfo Suárez González               |                                      | Antonio Fontán Pérez                              | 6 d'abril de 1979                       | 3 de maig de 1980                        |                | Unió de Centre Democràtic            |
| 2                                                                     | I                  | Adolfo Suárez González               |                                      | José Pedro Pérez Llorca                           | 3 de maig de 1980                       | 9 de setembre de 1980                    |                | Unió de Centre Democràtic            |
| 3                                                                     | I                  | Adolfo Suárez González               |                                      | Rodolfo Martín Villa                              | 9 de setembre de 1980                   | 2 de desembre de 1981                    |                | Unió de Centre Democràtic            |
| 3                                                                     | I                  | Leopoldo Calvo-Sotelo Bustelo        |                                      | Rodolfo Martín Villa                              | 9 de setembre de 1980                   | 2 de desembre de 1981                    |                | Unió de Centre Democràtic            |
| 4                                                                     | I                  |                                      | Rafael Arias-Salgado Montalvo        | 2 de desembre de 1981                             | 30 de juliol de 1982                    |                                          |                | Unió de Centre Democràtic            |
| 5                                                                     | I                  |                                      | Luis Manuel Cosculluela Montaner     | 30 de juliol de 1982                              | 3 de desembre de 1982                   |                                          |                | Unió de Centre Democràtic            |
| 6                                                                     | II                 | Felipe González Márquez              |                                      | Tomás de la Quadra-Salcedo Fernández del Castillo | 3 de desembre de 1982                   | 5 de juliol de 1985                      |                | Partit Socialista Obrer Espanyol     |
| 7                                                                     | II                 | Felipe González Márquez              |                                      | Félix Pons Irazazábal                             | 5 de juliol de 1985                     | 14 de juliol de 1986                     |                | Partit Socialista Obrer Espanyol     |
| 8                                                                     | II                 | Felipe González Márquez              |                                      | Javier Moscoso del Prado y Muñoz (Interí)         | 14 de juliol de 1986                    | 26 de juliol de 1986                     |                | Partit Socialista Obrer Espanyol     |
| Ministeri per a les Administracions Públiques (1986-1996)             |                    |                                      |                                      |                                                   |                                         |                                          |                |                                      |
| 9                                                                     | III                | Felipe González Márquez              |                                      | Joaquín Almunia Amann                             | 26 de juliol de 1986                    | 13 de desembre de 1991                   |                | Partit Socialista Obrer Espanyol     |
| 9                                                                     | IV                 | Felipe González Márquez              |                                      | Joaquín Almunia Amann                             | 26 de juliol de 1986                    | 13 de desembre de 1991                   |                | Partit Socialista Obrer Espanyol     |
| 10                                                                    |                    | Felipe González Márquez              | Juan Manuel Eguiagaray Ucelay        | 13 de desembre de 1991                            | 14 de juliol de 1993                    |                                          |                | Partit Socialista Obrer Espanyol     |
| 11                                                                    | V                  | Felipe González Márquez              |                                      | Jerónimo Saavedra Acevedo                         | 14 de juliol de 1993                    | 3 de juliol de 1995                      |                | Partit Socialista Obrer Espanyol     |
| 12                                                                    | V                  | Felipe González Márquez              |                                      | Joan Lerma i Blasco                               | 3 de juliol de 1995                     | 6 de maig de 1996                        |                | Partit Socialista Obrer Espanyol     |
| Ministeri d'Administracions Públiques (1996-2009)                     |                    |                                      |                                      |                                                   |                                         |                                          |                |                                      |
| 13                                                                    | VI                 | José María Aznar López               |                                      | Mariano Rajoy Brey                                | 6 de maig de 1996                       | 19 de gener de 1999                      |                | Partit Popular                       |
| 14                                                                    | VI                 | José María Aznar López               |                                      | Ángel Acebes Paniagua                             | 19 de gener de 1999                     | 28 d'abril de 2000                       |                | Partit Popular                       |
| 15                                                                    | VII                | José María Aznar López               |                                      | Jesús María Posada Moreno                         | 28 d'abril de 2000                      | 10 de juliol de 2003                     |                | Partit Popular                       |
| 16                                                                    | VII                | José María Aznar López               |                                      | Javier Arenas Bocanegra                           | 10 de juliol de 2003                    | 4 de setembre de 2003                    |                | Partit Popular                       |
| 17                                                                    | VII                | José María Aznar López               |                                      | Julia García-Valdecasas Salgado                   | 4 de setembre de 2003                   | 18 d'abril de 2004                       |                | Partit Popular                       |
| 18                                                                    | VIII               | José Luis Rodríguez Zapatero         |                                      | Jordi Sevilla Segura                              | 18 d'abril de 2004                      | 9 de juliol de 2007                      |                | Partit Socialista Obrer Espanyol     |
| 19                                                                    | VIII               | José Luis Rodríguez Zapatero         |                                      | Elena Salgado Méndez                              | 9 de juliol de 2007                     | 7 d'abril de 2009                        |                | Partit Socialista Obrer Espanyol     |
| 19                                                                    | IX                 | José Luis Rodríguez Zapatero         |                                      | Elena Salgado Méndez                              | 9 de juliol de 2007                     | 7 d'abril de 2009                        |                | Partit Socialista Obrer Espanyol     |
| Ministeri de Política Territorial (2009-2010)                         |                    |                                      |                                      |                                                   |                                         |                                          |                |                                      |
| 20                                                                    | IX                 | José Luis Rodríguez Zapatero         |                                      | Manuel Chaves González                            | 7 d'abril de 2009                       | 21 d'octubre de 2010                     |                | Partit Socialista Obrer Espanyol     |
| Ministeri de Política Territorial i Administració Pública (2010-2011) |                    |                                      |                                      |                                                   |                                         |                                          |                |                                      |
| 20                                                                    | IX                 | José Luis Rodríguez Zapatero         |                                      | Manuel Chaves González                            | 21 d'octubre de 2010                    | 22 de desembre de 2011                   |                | Partit Socialista Obrer Espanyol     |
| Ministeri d'Hisenda i Administracions Públiques (2011-2016)           |                    |                                      |                                      |                                                   |                                         |                                          |                |                                      |
| 21                                                                    | X                  | Mariano Rajoy Brey                   |                                      | Cristóbal Montoro Romero                          | 22 de desembre de 2011                  | 21 de desembre de 2015                   |                | Partit Popular                       |
| 21                                                                    | XI (en funcions)   | Mariano Rajoy Brey                   | 21 de desembre de 2015 (en funcions) | Cristóbal Montoro Romero                          | 3 de novembre de 2016 (en funcions)     |                                          |                | Partit Popular                       |
| 21                                                                    | XII (en funcions)  | Mariano Rajoy Brey                   | 21 de desembre de 2015 (en funcions) | Cristóbal Montoro Romero                          | 3 de novembre de 2016 (en funcions)     |                                          |                | Partit Popular                       |
| Ministeri d'Hisenda i Funció Pública (2016-2018)                      |                    |                                      |                                      |                                                   |                                         |                                          |                |                                      |
| 21                                                                    | XII                | Mariano Rajoy Brey                   |                                      | Cristóbal Montoro Romero                          | 4 de novembre de 2016                   | 7 de juny de 2018                        |                | Partit Popular                       |
| Ministeri de Política Territorial i Funció Pública (2018-2021)        |                    |                                      |                                      |                                                   |                                         |                                          |                |                                      |
| 22                                                                    | XII                | Pedro Sánchez Pérez-Castejón         |                                      | Meritxell Batet i Lamaña                          | 7 de juny de 2018                       | 20 de maig de 2019                       |                | Partit dels Socialistes de Catalunya |
| 23                                                                    | XIII (en funcions) | Pedro Sánchez Pérez-Castejón         |                                      | Luis Planas Puchades (Interí)                     | 21 de maig de 2019 (interí en funcions) | 12 de gener de 2020 (interí en funcions) |                | Partit Socialista Obrer Espanyol     |
| 23                                                                    | XIV (en funcions)  | Pedro Sánchez Pérez-Castejón         |                                      | Luis Planas Puchades (Interí)                     | 21 de maig de 2019 (interí en funcions) | 12 de gener de 2020 (interí en funcions) |                | Partit Socialista Obrer Espanyol     |
| 24                                                                    | XIV                | Pedro Sánchez Pérez-Castejón         |                                      | Carolina Darias San Sebastián                     | 13 de gener de 2020                     | 26 de gener de 2021                      |                | Partit Socialista Obrer Espanyol     |
| 25                                                                    | XIV                | Pedro Sánchez Pérez-Castejón         |                                      | Miquel Iceta i Llorens                            | 27 de gener de 2021                     | 12 de juliol de 2021                     |                | Partit dels Socialistes de Catalunya |
| Ministeri de Política Territorial (2021-2023)                         |                    |                                      |                                      |                                                   |                                         |                                          |                |                                      |
| 26                                                                    | XIV                | Pedro Sánchez Pérez-Castejón         |                                      | Isabel Rodríguez García                           | 12 de juliol de 2021                    | 21 de novembre de 2023                   |                | Partit Socialista Obrer Espanyol     |
| Ministeri de Política Territorial i Memòria Democràtica (2023-)       |                    |                                      |                                      |                                                   |                                         |                                          |                |                                      |
| 26                                                                    | XV                 | Pedro Sánchez Pérez-Castejón         |                                      | Ángel Víctor Torres Pérez                         | 21 de novembre de 2023                  | En el càrrec                             |                | Partit Socialista Obrer Espanyol     |